# Basketball Hall of Fame

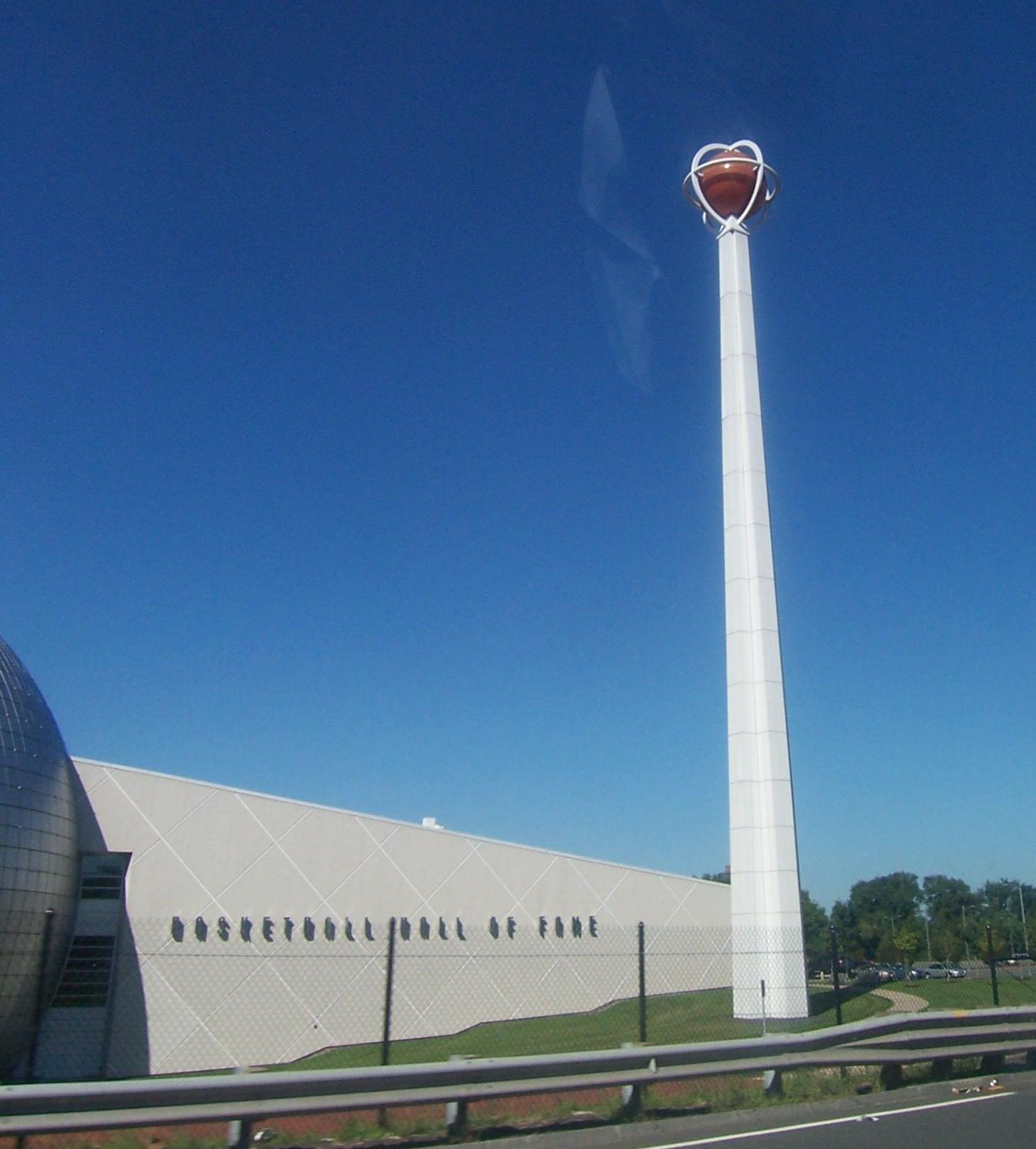
Het museum

De Basketball Hall of Fame, voluit de Naismith Memorial Basketball Hall of Fame geheten, is een basketbalmuseum gelegen bij het centrum van de stad Springfield in de staat Massachusetts in de Verenigde Staten.
De Hall of Fame is genoemd naar de uitvinder van de sport, James Naismith. Het museum toont voorwerpen uit de geschiedenis van het basketbal en eert de spelers, coaches, scheidsrechters en anderen die belangrijke bijdragen hebben geleverd aan de sport. Het is een grote eer om in de Basketball Hall of Fame te worden opgenomen. Alleen kandidaten die meer dan vijf jaar niet actief aan de sport hebben deelgenomen komen in aanmerking voor het selectieproces.
De Hall of Fame is opgericht in 1959 en kreeg in 1968 zijn eerste eigen gebouw. Sinds 2002 is het gevestigd in een nieuw gebouw, een zilverkleurig, halfrond gebouw, dat op een gigantische (halve) basketbal lijkt. Op de bovenste verdieping, die op de rest van de verdiepingen neerkijkt, heeft iedere persoon, die in de Hall of Fame is opgenomen een kleine expositie met een foto, beschrijving en voorwerpen verbonden met de persoon, zoals basketbalschoenen gedragen tijdens de glorietijd van de betrokkene.
Lagere verdiepingen laten de geschiedenis van het basketbal zien en er zijn opstellingen waar de bezoekers zelf kunnen proberen topbasketballer te zijn. Op de begane grond is er een volledig basketbalveld, waar de bezoekers zelf een balletje kunnen schieten.